# Clackamas County
Clackamas County är ett administrativt område i delstaten Oregon i västra USA. Den administrativa huvudorten (county seat) är Oregon City. År 2010 hade område 375 992 invånare. Countyt grundades år 1843 och har fått sitt namn efter indianstammen Clackamas.

## Geografi
Enligt United States Census Bureau har countyt en total area på 4 867 km². 4 839 km² av den arean är land och 28 km² är vatten. Trillium Lake ligger i countyt.

### Angränsande countyn
Det ligger i den nordvästliga delen av staten och gränser mot Multnomah County i nord, Hood River County i nordöst, Wasco County i öst, Marion County i syd, Yamhill County i väst och mot Washington County i nordväst.